# Las rutas del vino en Argentina

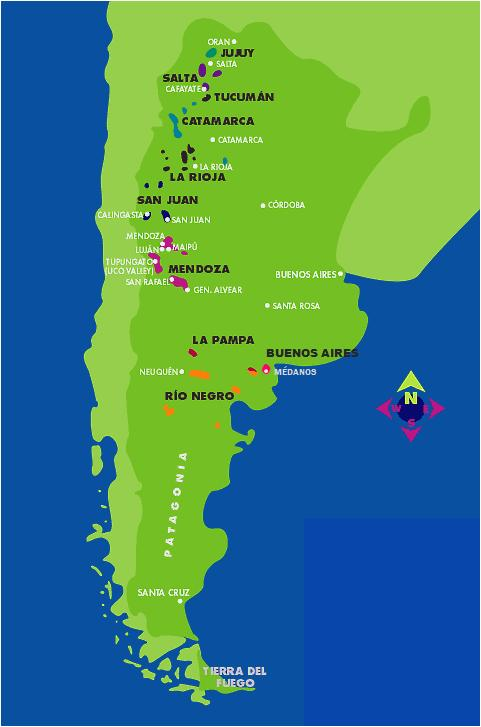
Mapa de Argentina, marcando regiones de vitivinicultura

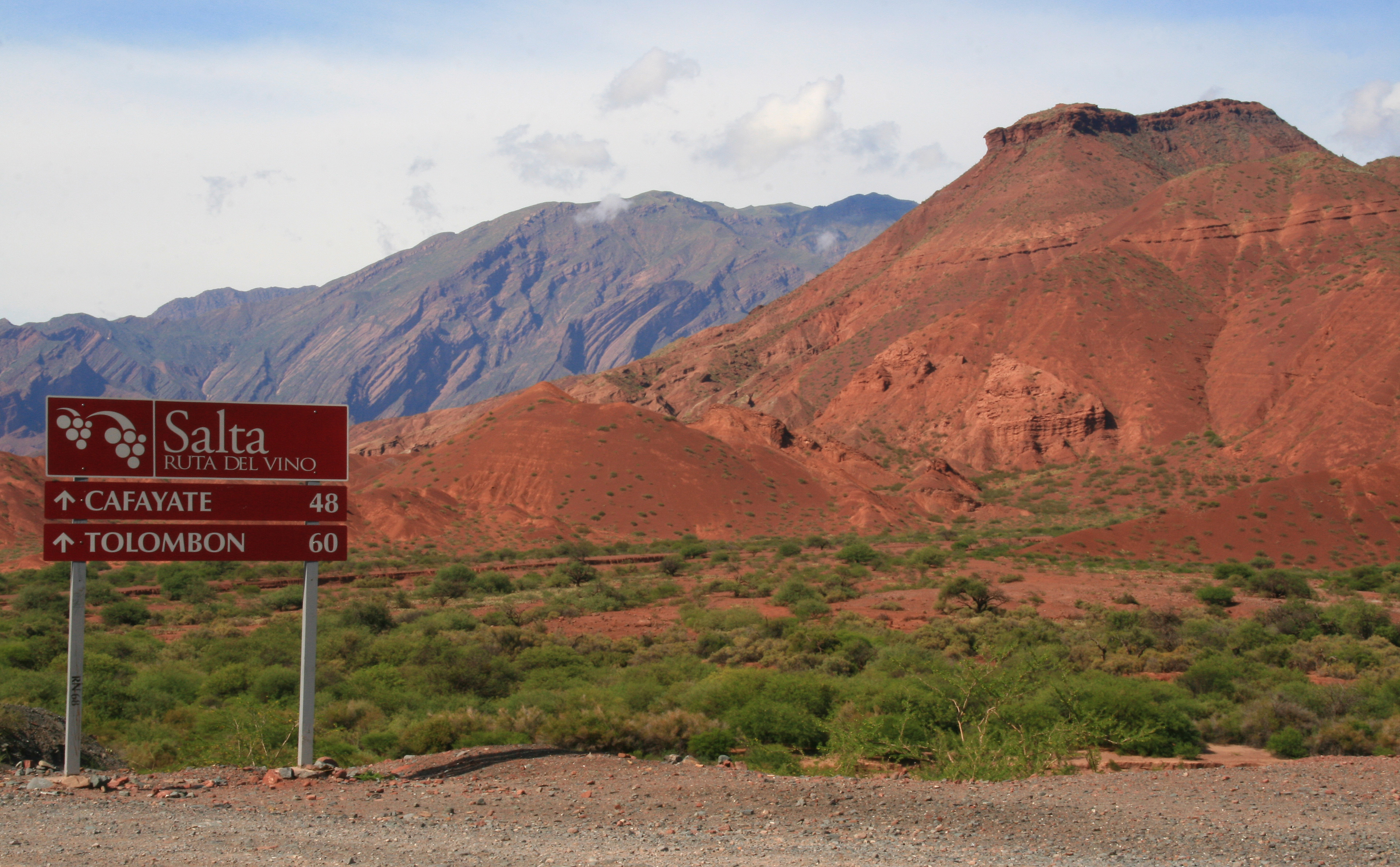
Ruta del vino de Salta.

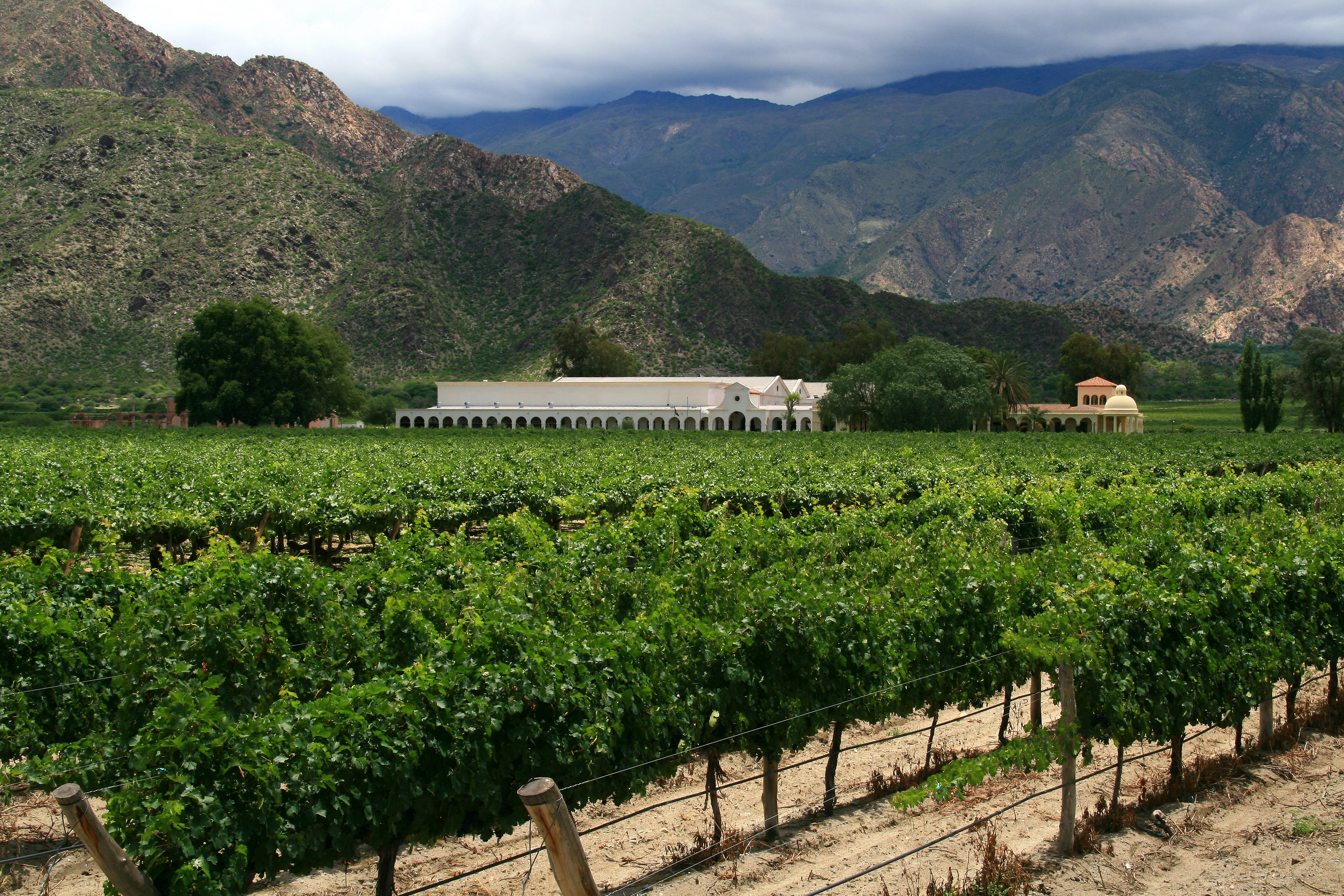
Viñedo de Cafayate, provincia de Salta

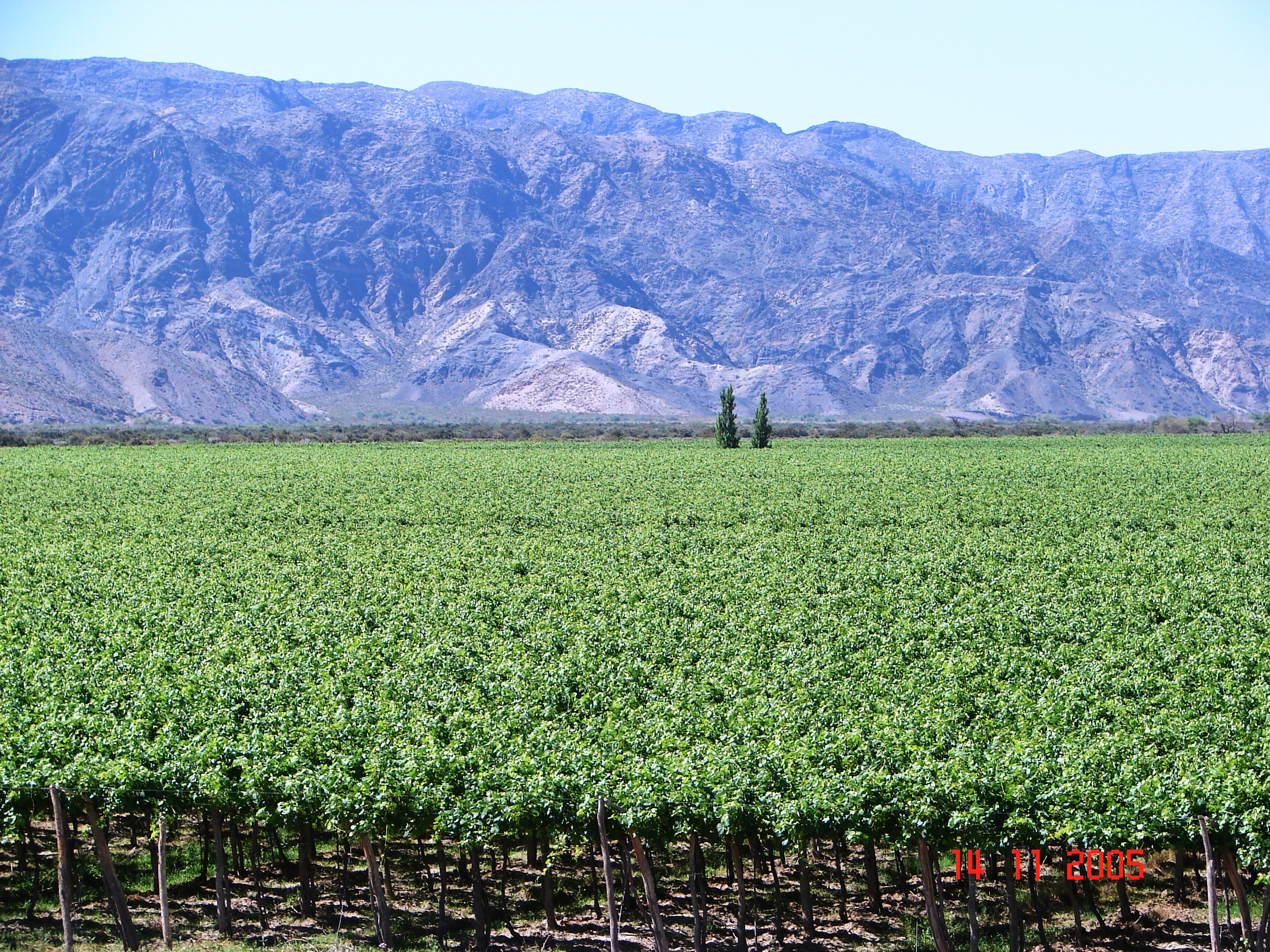
Viñedo en la provincia de San Juan

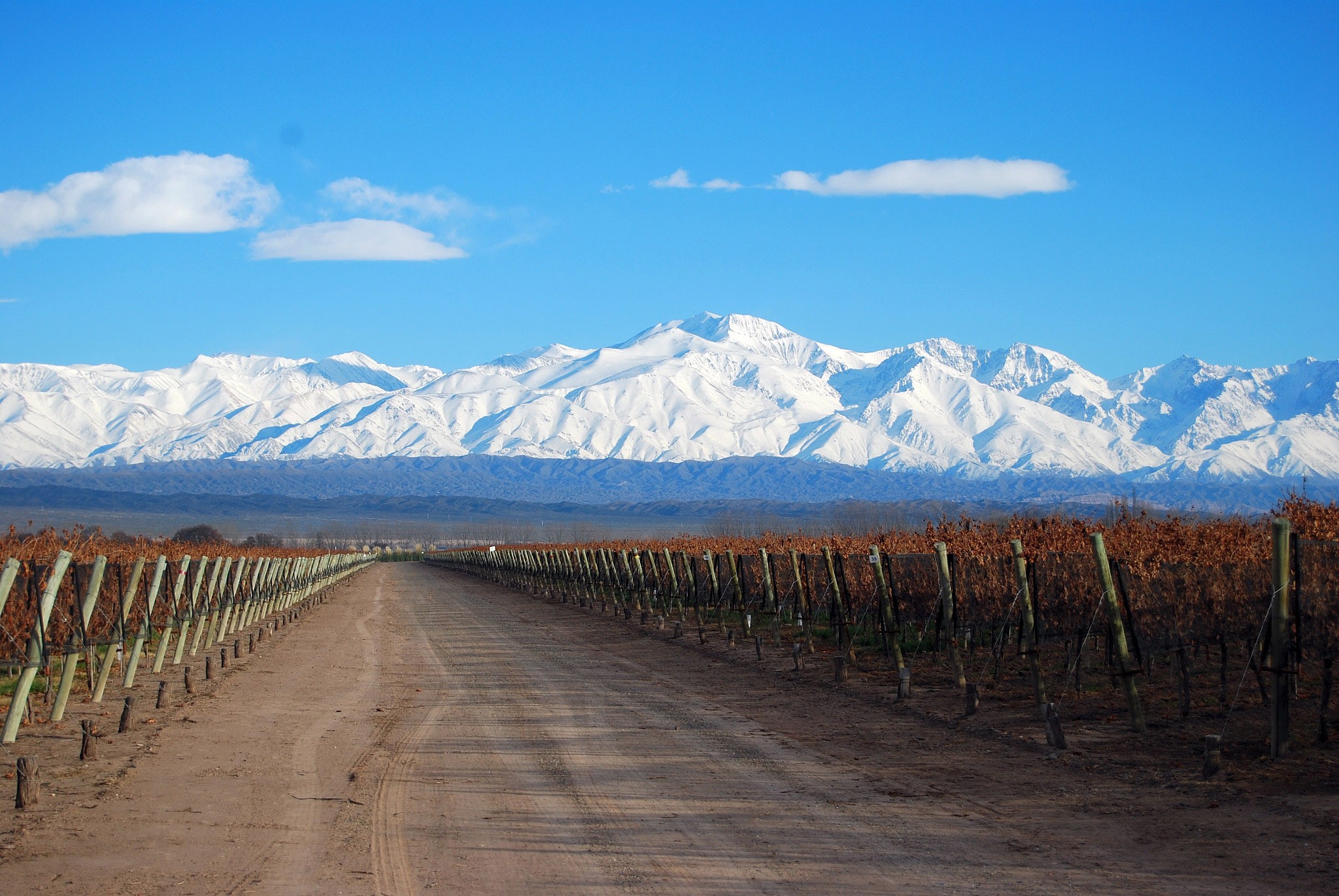
Viñedo de Luján de Cuyo, Mendoza

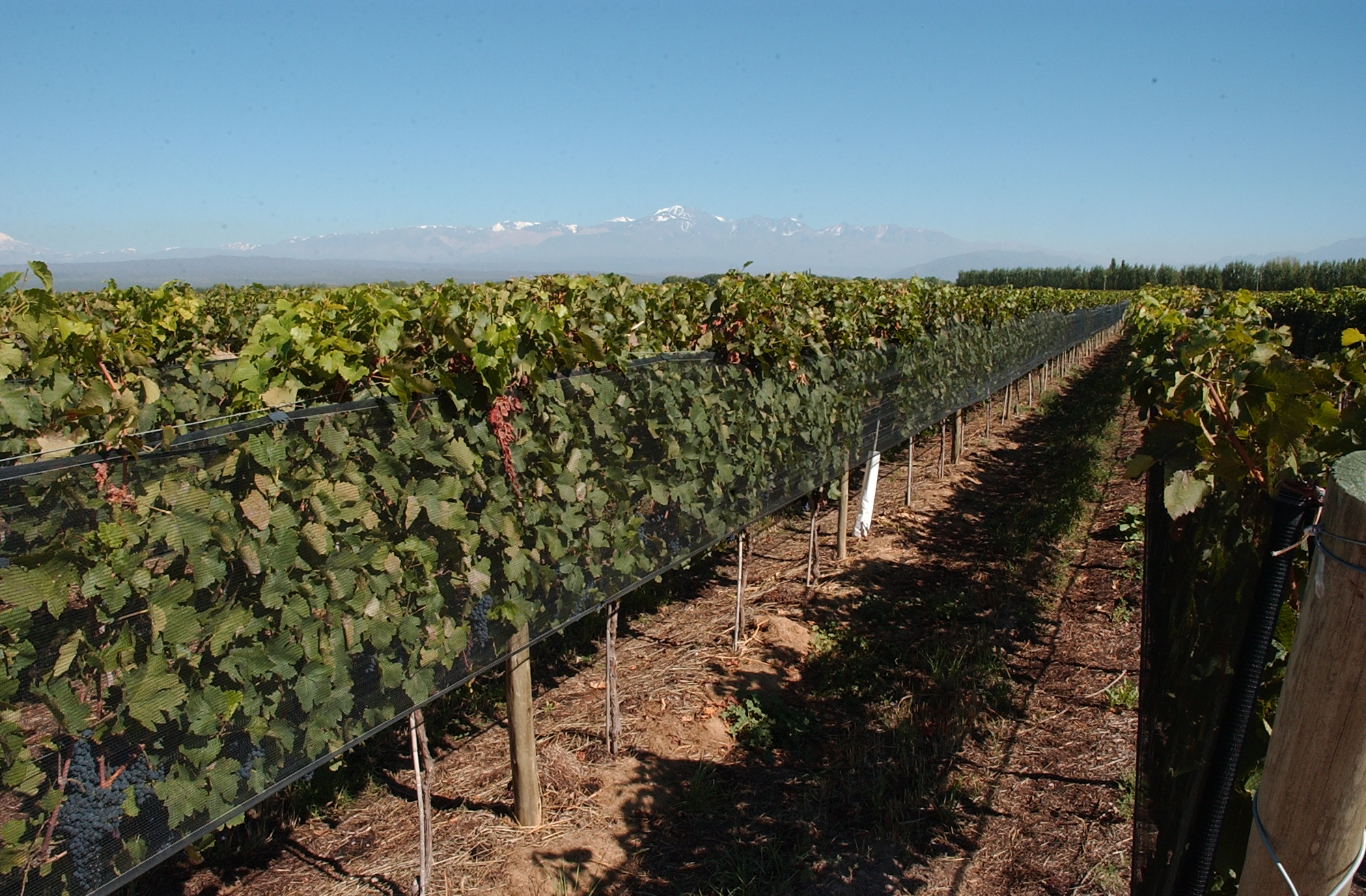
Viñedo de la provincia de Mendoza

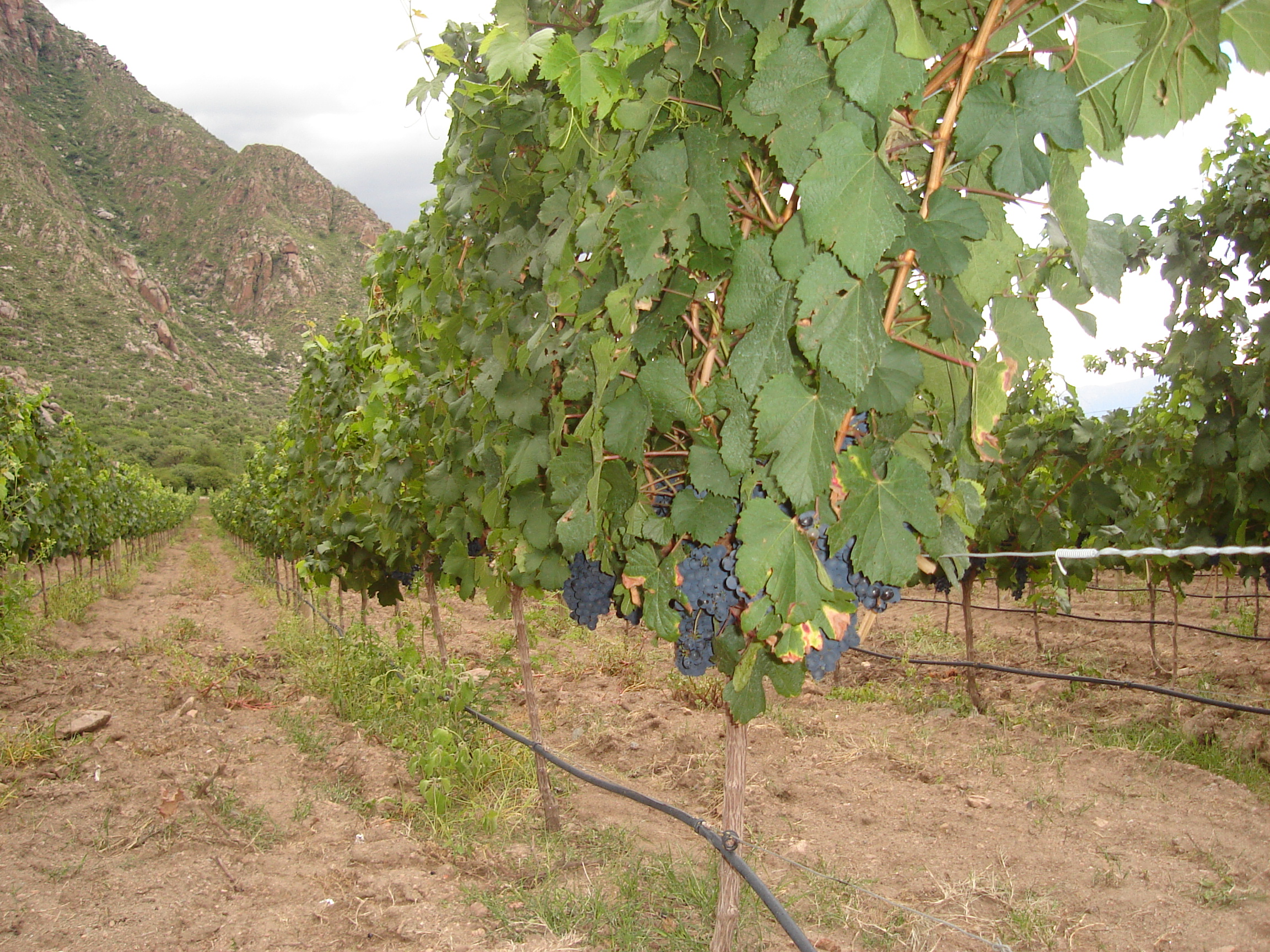
Vid de Malbec en Cafayate

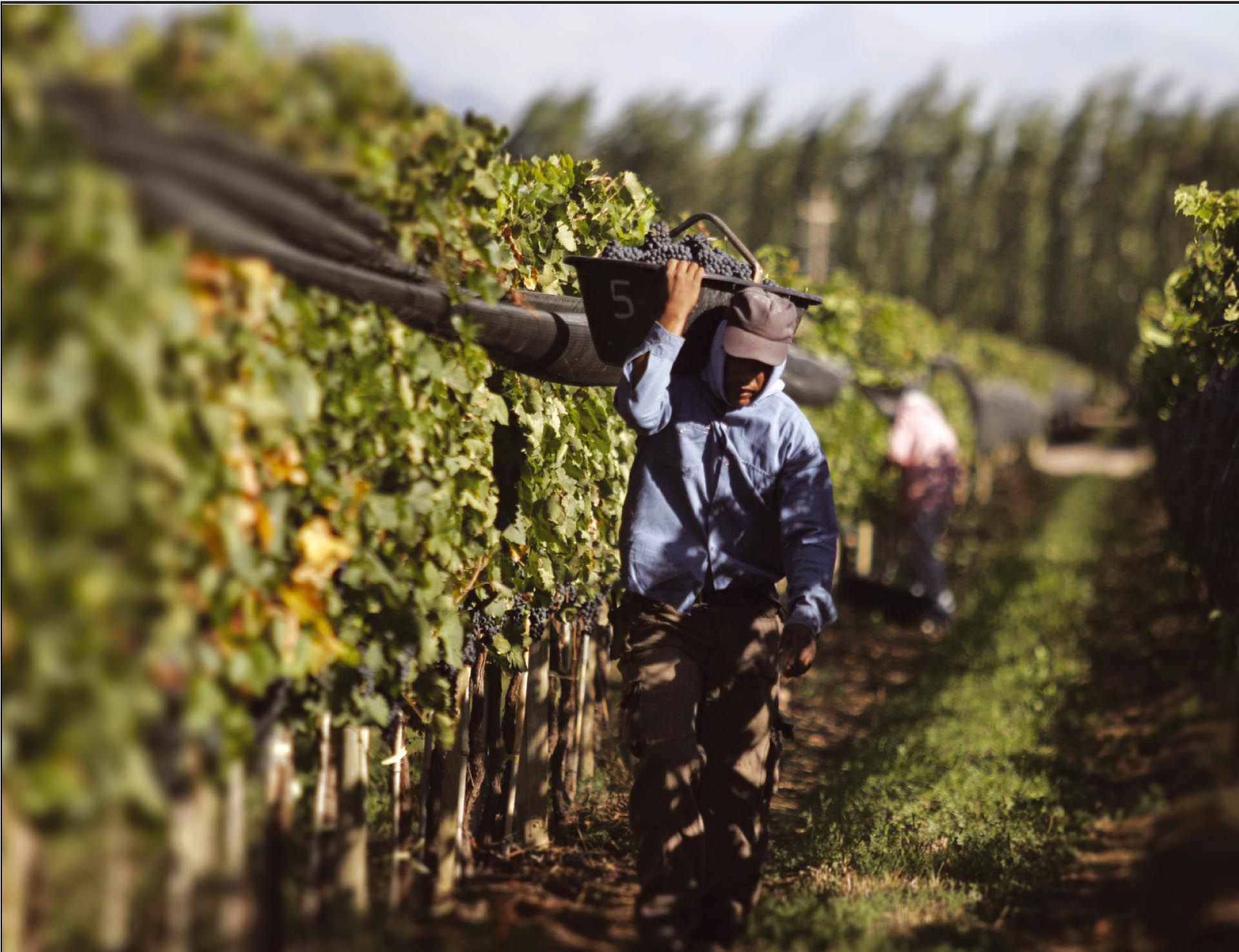
Cosecha de uva en Luján de Cuyo, Mendoza

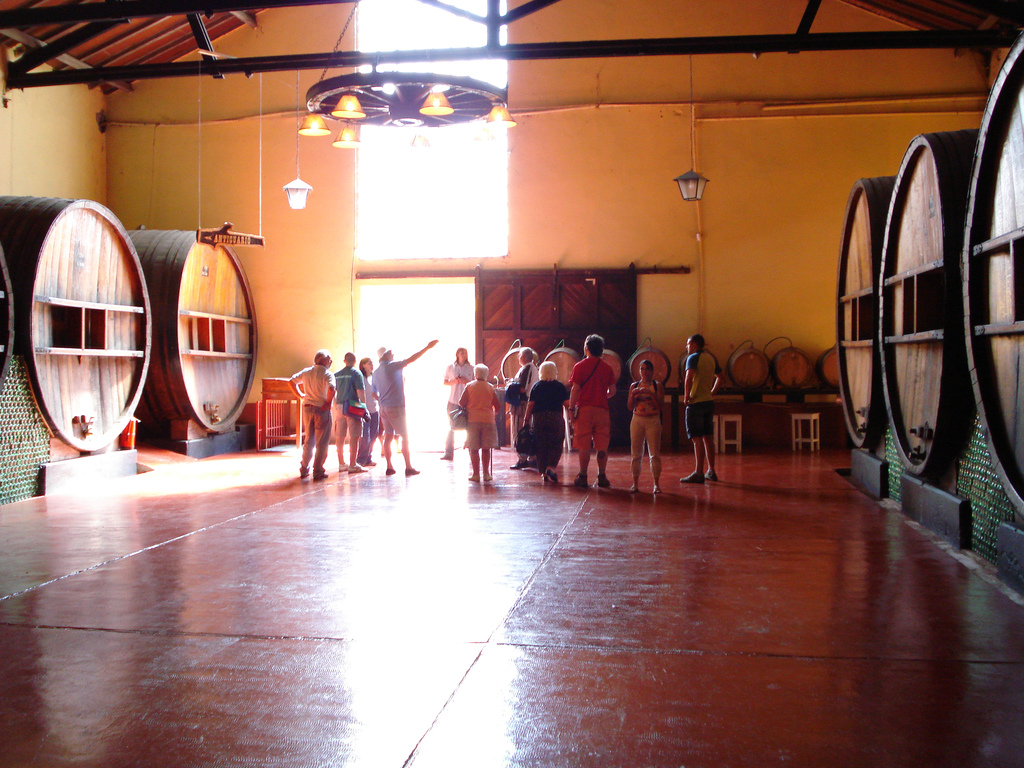
Interior de una bodega en Mendoza

 Las rutas del vino en Argentina es el nombre que se ha dado a distintas regiones productoras de vino de la República Argentina con el propósito de incentivar el turismo nacional.

## Historia
La vitivinicultura comenzó en Argentina con la venida de los españoles en el año 1556, lo que se denominó la época colonial, fue un sacerdote de nombre Juan Cedrón el que introdujo unas estacas de vid en la que es hoy la provincia de Santiago del Estero, luego un galo de nombre Aimé Pouget, en la provincia de Mendoza hace a modo experimental un viñedo, introduciendo variedades de Francia.
En la década de 1880 Tiburcio Benegas, planta unas 250 hectáreas en Mendoza y crea la primera bodega del país, llamada El Trapiche, más adelante, allí por el año 1885, con la llegada del ferrocarril a esta provincia, se incentiva la producción, ya que Buenos Aires se tornaba como un importante consumidor de vino en esa época.
Con los años prosperaron los asentamientos en Mendoza y algunos de ellos llegaron a tener su propia terminal ferroviaria.
En la época actual se consideran muy bien a los vinos argentinos en varios países del mundo.
La vitivinicultura en Argentina es desarrollada entre los 22° y 42° de latitud sur, extendiéndose por toda la cordillera de los Andes a lo largo de 2.400 kilómetros, desde Salta hasta Río Negro.
Las zonas destacadas para el cultivo de la vid tienen que ser secas y áridas y con bajo nivel de lluvias y de baja humedad, factor importante, principalmente para evitar las enfermedades en las vides.
Abundantes días de sol y gran amplitud térmica favorecen la maduración, concentración de aromas, color y contenido de azúcar.
El riego se practica con el sistema de canales, que transportan aguas provenientes de los deshielos de la cordillera de los Andes, las aguas descienden como ríos y arroyos y terminan en canales o acequias.

## Provincia de Salta
La ruta del vino en esta provincia se inicia en la capital provincial y va atravesando pueblos históricos y culmina en Cafayate, en este lugar se producen vinos denominados torrontés, y además otros tipos de uva como las Malbec, Cabernet Sauvignon,  Syrah y Chardonnay, actualmente en las localidades de Yacochuya y Colomé, a más de 2.000 metros de altura, se están desarrollando nuevos emprendimientos, buscando lograr cepas distintivas por las condiciones meteorológicas de altura.

## Provincia de Tucumán
A finales del año 2011, la provincia de Tucumán se unió a las rutas del vino, mediante la firma de un convenio firmado entre el Ente Autárquico Tucumán Turismo (EATT), la Corporación Vitivinícola Argentina (COVIAR) y Bodegas Argentinas. Esto le traerá recursos para expandir el turismo relacionado con la vitivinicultura.

## Provincia de Catamarca
Catamarca también forma parte de la Ruta del Vino, los principales centros vitivinícolas se ubican en zonas áridas y secas del oeste provincial favorecidos por un clima beneficioso para el cultivo de la vid, tal es el caso de Fiambalá, Tinogasta, Pomán, Belén y Santa María. Los principales varietales instalados son el Bonarda, Cabernet Sauvignon, Syrah, y Torrontés.

## Provincia de La Rioja
Durante muchos años se ha practicado la vitivinicultura en esta provincia argentina con excelentes productos, los cultivos se concentran  Chilecito, Felipe Varela,  Nonogasta,   Vinchina, Villa Castelli, Castro Barros,  San Blas de los Sauces, Anillaco,  Famatina y Sanagasta, en todos estos lugares la producción de uvas de distintas variedades, encuentra condiciones óptimas en cuanto al clima, determinado que las bodegas de mayor importancia, estén instaladas en esos lugares.
Los vinos riojanos han obtenido muchas veces el reconocimiento internacional. En este sentido el Torrontés Riojano, ha obtenido el Premio Mayor de la Vitivinicultura Mundial. Distinciones menores y más recientes confirman la responsabilidad del sector vitivinícola.

## Provincia de San Juan
El Valle del Tulum es considerado el principal productor de uva en esta provincia,  su clima seco y templado es lo que lo hace óptimo para la producción del Syrah, cepa principal en la explotación de viñedos, además se producen vinos finos y licorosos.
Las principales bodegas sanjuaninas,  están equipadas con maquinarias modernas, se utiliza vasijas de acero inoxidable y refrigeración controlada por computadoras, no obstante esto, no se ha dejado de usar al roble para guardar sus vinos más preciados.

## Provincia de Mendoza
En esta provincia la actividad principal de la agricultura es la de los viñedos, sus productos son de reconocida calidad en todo el mundo. Es llamada una de las Capitales internacionales del Vino y es la provincia con la mayor producción nacional con más del 60% de todo el país. 
1.221 bodegas producen millones de hectolitros al año en una gama de variedades muy diversas, entre ellas el Merlot, Cabernet Sauvignon,  Barbera, Malbec, Syrah,  Riesling,  Sauvignon Blanc, Chardonnay, Semillón y  Chenin entre otras.
Al norte de la provincia se dan muy bien los vinos blancos, tintos jóvenes y en el este se concentra la mayor producción vitivinícola de Mendoza.
La gran extensión de tierras cultivadas en la provincia de Mendoza, hace que sea necesario dividirla en zonas, ya que sus características climáticas y altitud son muy distintas:
- Zona Norte:  apta para blancos frutados y tintos jóvenes,  la altitud varia de 600 a 700 m.
- Zona Este:  en esta zona la altura va desde los 600 a 700 m. es la zona de mayor producción.
- Zona Alta del río Mendoza: cuya altitud varia entre los 800 y 1100 m. sobre el nivel del mar y microclimas, en esta zona se dan todas las variedades,   destacándose el Malbec.
- Valle de Uco:  zona de clima frío y mayor altura va de los 800 a 1400 m. sobre el nivel del mar, los viñedos se ubican en precordillera mendocina, los vinos logrados se caracterizan por tener más acidez.
- San Rafael:, de 450 a 800 m. de altitud, aquí en el año 1993 se implementó la Denominación de Origen.

## Provincia de Neuquén
Esta es una de las provincias más jóvenes en la producción vitivinícola Argentina, cuenta con su propia ruta del vino, la que se acopla a otras temáticas turísticas, tal es la paleontología.
En este recorrido turístico se pueden apreciar a los viñedos y bodegas, en alguna de ellas se puede encontrar servicios gastronómicos.
En la localidad de San Patricio del Chañar se centra la mayor actividad agropecuaria y desde allí a pocos kilómetros se encuentran los establecimientos vitivinícolas, en donde se industrializa el fruto de la vid, cuyas variedades son Malbec, Merlot, Chardonay, Pinot Noir, Sauvignon Blanc, Cabernet Franc y Cabernet Sauvignon.

## Provincia de Río Negro
En el llamado alto valle del Río Negro se produce la mayor cantidad de frutas del país, principalmente la manzana y la pera, además de las uvas.
En la localidad de  General Roca está concentrada la mayor actividad vitivinícola de la provincia, allí se encuentran bodegas que son las más australes de Argentina, se realizan excelentes variedades de vinos, entre los que se trabajan esta el espumante, con métodos traídos de Francia, las cepas más desarrolladas son la de Pinot Noir, Semillón y Merlot. La región se caracteriza por tener vientos, creando así condiciones favorables a un ambiente seco, lo que hace que los viñedos estén menos expuestos a las enfermedades, es por ello que se consideran algunos de los vinos como orgánicos.kimi

## Provincia de Córdoba
En esta provincia se produjo uno de los primeros vinos de Argentina, se llamaba Lagrimilla y fue llevado a España por los jesuitas en el siglo XIX.
La producción se da en el Departamento Colón y Colonia Caroya, esta última zona es la que posee más bodegas y productores, los se dedican a elaboran vinos artesanales. La visita a los establecimientos y a sus viñedos, con la consiguiente degustación, se ha convertido en el atractivo principal de esta ruta. Durante el mes de marzo, en Colonia Caroya se celebra la fiesta provincial de la vendima, que comienza un día sábado y se efectúa en honor al trabajo de los productores de uva de esta Localidad. Al día siguiente se congregan los habitantes de la Colonia, conjuntamente con amigos, parientes, visitantes, turistas,  a almorzar en la calle, bajo la frondosa arboleda a festejar el fin de la vendimia. Se conoce esta actividad como "Sagra de la uva".

## Las provincias de Jujuy, Buenos Aires y La Pampa
Las provincias de Jujuy, La Pampa y Buenos Aires, son productoras de vino en Argentina, con características propias, motivado por la particularidad del clima, en cada una de ellas.

## Fiesta Nacional de la Vendimia
Desde el año 1936 en Mendoza, se celebra todos los años , en la primera semana de marzo la Fiesta Nacional de la Vendimia, en homenaje a los hombres y mujeres que hacen vino, desde las plantaciones hasta la industria.